# Mae Martin
Mae Martin   (Toronto, 2 de maig de 1987) és una persona no-binària d'origen canadenc i resident a Anglaterra que actua en l'àmbit de la comèdia, la representació i els guions cinematogràfics.
Ha escrit i protagonitzat la sèrie de comèdia Feel Good (Netflix) i va guanyar dos Canadian Comedy Awards com a part de la companyia còmica The Young and the Useless. Rebé una nominació al premi BAFTA de televisió per la millor interpretació còmica femenina pel seu treball a Feel Good.